# Union-Castle Line
L’Union-Castle Line est une ligne maritime qui exploitait une flotte de paquebots et de cargos entre l'Europe (Southampton) et l'Afrique (Le Cap) de 1900 à 1977. 
L'entreprise était à l'origine la Union-Castle Mail Steamship Company, Ltd, à la suite de la fusion, le 8 mars 1900, de l'Union Line et de la Castle Shipping Line. 
Les navires de l'Union-Castle étaient bien connus pour leur couleur lavande et leur cheminée noire et rouge.